# Цанко Цанков (диригент)
 Тази статия е за диригента.  За други личности с това име вижте Цанко Цанков.  
Цанко (Цало) Петров Цанков е български диригент, професор и ректор на Музикалната академия в периода 1940 – 1943 година и един от съоснователите на Дружеството на българските компонисти.

## Биография
Роден е на 8 май 1899 година в Оряхово в семейството на Петър Цанков, има двама братя – Любен и Асен, и една сестра Катя. Брат му Асен Цанков е бил спортист и музикант, баща на музиканта от „Щурците“ Петър Цанков. Чичо на Цанко и Асен е политикът и министър-председател на България (1923 – 1926) Александър Цанков, брат на баща им.
Цанко Цанков завършва във Виена дирижиране, а в Германия – композиция.
През 1920-те и 1930-те години по време на Варненските музикални тържества Цанков дирижира концерти и опери в Летния общински театър на Варна: Увертюра „Лисец“ на Димитър Хаджигеоргиев и Симфония № 92 в сол мажор „Оксфордска“ на Йозеф Хайдн през 1926 година и народната опера „Цвета“ от маестро Георги Атанасов през 1930 година.
През март 1937 година заедно с Веселин Стоянов, Петко Стайнов, Димитър Ненов, Панчо Владигеров и Любомир Пипков изнасят симфоничен концерт в Белград, организиран от Дружеството на българските компонисти „Съвременна музика“, чийто институционален продължител е Съюзът на българските композитори.
Цанков е диригент на откриването на концертната зала „България“ на 9 октомври 1937 г. в София. Под палката му за първи път прозвучават Третият концерт за пиано и оркестър от Панчо Владигеров, тържественият финал на Концертна увертюра „Балкан“ от Петко Стайнов и ораторията „Месия“ от Хендел, както и Концерт в до минор за две пиана на Бах.
Цанков е ректор на Музикалната академия от 18 февруари 1940 до 15 май 1943 г. Преподава оркестрово и хорово дирижиране и сред учениците на проф. Цанко Цанков са хоровият диригент и музикален педагог Асен Диамандиев, цигуларят Влади Симеонов, диригентът Любомир Романски и цигуларят, диригент и композитор Васил Лолов 
През 1940 г. групата „Народна седморка“ със солисти Таня Начева и Тони Енев и водач проф. Цанко Цанков гостуват в Белград, Братислава и Будапеща.
През 1942 г. Цанков става главен диригент на Виенската опера. Сключва брак със сопраното Карин Майер и има данни за тяхна съвместна концертна дейност в Австрия.
Следващите данни от живота на Цанков са от Онтарио, Канада, където със съпругата си Карин са в избирателните списъци от 1958 и 1963 година. Има данни, че около 1924 година в София е родена дъщеря им Доля, концертираща пианистка, починала през 1999 година.